# Тейт (окръг, Мисисипи)
Окръг Тейт (на английски: Tate County) е окръг в щата Мисисипи, Съединени американски щати. Площта му е 1064 km², а населението - 25 370 души (2000). Административен център е град Сенатобия.